# Катастрофа Ил-14 в Антарктиде (1979)
Катастрофа Ил-14 в Антарктиде в 1979 году — авиационная катастрофа, произошедшая во вторник 2 января 1979 года в Антарктиде на станции Молодёжная с самолётом Ил-14ФКМ, в результате которой погибли 3 человека.

## Самолёт
Ил-14ФКМ с бортовым номером 04193 (изначально — Н445, заводской — 7343506, серийный — 35-06) был выпущен Ташкентским авиазаводом 15 ноября 1957 года и вскоре передан Главному управлению гражданского воздушного флота, которое затем передало его Управлению полярной авиации. В 1970 году авиалайнер перешёл в Арктический авиаотряд Центрального управления гражданской авиации, созданного на базе Управления полярной авиации. Его салон имел пассажировместимость на 24 места. Всего на момент катастрофы авиалайнер имел 19 494 часа налёта и 12 705 посадок.

## Катастрофа
Самолёт работал в Антарктиде в составе 24-й Советской Антарктической экспедиции и перевозил её участников численностью 9 человек, в том числе и начальника экспедиции С. Е. Короткевича, со станции Молодёжная в Мирный с промежуточной посадкой в Моусоне. Авиалайнер был оборудован лыжным шасси. Пилотировал его экипаж из 229-го лётного отряда, состоящий из командира (КВС) В. С. Заварзина, второго пилота Ю. Т. Козлова, штурмана А. А. Костикова, бортмеханика В. И. Шальнева и бортрадиста Г. Ш. Узикаева.
Небо над станцией в это время полностью покрывали слоисто-кучевые облака высотой 700 метров, дул восточный (80°) свежий ветер, температура воздуха была 0 °C, а видимость достигала 10 километров. Днём в 15:20 МСК Ил-14 начал взлёт с ледового аэродрома по курсу 140°. После разбега в 1000 метров авиалайнер оторвался от поверхности аэродрома и шасси были убраны. Затем на высоте 70—80 метров и в 2000—2300 метров от КТА экипаж начал выполнять левый разворот, когда, по свидетельствам очевидцев, самолёт вдруг бросило с кренением влево. Экипаж попытался вывести машину в нормальное положение, но в 15:21 быстро снижающийся по курсу 90° авиалайнер с левым креном 60—70° в 2200 метрах от КТА по азимуту 130° (1000 метров от торца ВПП с азимутом 110° и в 500 метрах слева её оси) врезался в купол ледника на высоте 20 метров над уровнем аэродрома (290 метров над уровнем моря). От удара левую плоскость крыла и кабину пилотов разрушило, а фюзеляж надломило пополам и по всей его длине появился гофр. Пожар при этом не возник.
В результате происшествия сразу погиб командир экипажа, а затем в течение суток ещё второй пилот и бортмеханик. Все остальные получили различные ранения, позже пять тяжелораненных на самолёте C-130, принадлежащем ВВС США, перевезли в госпиталь в Новой Зеландии. Позже после переправки в Москву и через несколько месяцев после катастрофы скончался от ран бортрадист. Но так как после происшествия произошло уже более 30 суток, то он не был включён в список жертв. Таким образом, официально в катастрофе погибли 3 человека.

## Причины
Как показало радиозондирование ветра, в слое от 300 до 600 метров над уровнем моря (30—330 метров над уровнем аэродрома) ветер изменял направление с 64° до 46°. То есть взлетая при встречно-боковом ветре, самолёт быстро затем попал под воздействие попутно-бокового ветра. Это сильно осложнило пилотирование, а так как события разворачивались быстро и на малой высоте, то экипаж не успел исправить возникшую аварийную ситуацию.

Заключение: катастрофа произошла из-за неожиданного для экипажа попадания самолёта в слои воздуха со сдвигом ветра, вызвавшее резкое изменение характеристик полёта и создавшее аварийную ситуацию на малой высоте полёта.
— 